# Gösta Holmström (militär)
Se Gösta Holmström för skådespelaren.
Claes Gustaf (Gösta) Sturesson Holmström, född 22 juli 1912 i Umeå stadsförsamling i Västerbottens län, död 18 januari 1989 i Sankt Johannes församling i Stockholm, var en svensk militär.

## Biografi
Holmström avlade studentexamen i Stockholm 1930. Han avlade officersexamen vid Krigsskolan 1934 och utnämndes samma år till fänrik i ingenjörtrupperna, där han befordrades till underlöjtnant 1936 och till löjtnant 1938. Han gjorde trupptjänst 1934–1936 och var biträdande militärattaché vid ambassaden i Rom 1938–1939. Han gick Allmänna fortifikationskursen vid Artilleri- och ingenjörhögskolan 1936–1938, Allmänna artillerikursen där 1940–1941 och Högre artillerikursen där 1941–1943. Han gjorde trupptjänst 1940–1941, inträdde i luftvärnet 1941 och befordrades till kapten 1942, varpå han inträdde i Fälttygkåren 1944 och idkade specialstudier vid Tekniska högskolan i Stockholm 1945. Åren 1945–1950 var han kontrollofficer vid Tygavdelningen i Arméförvaltningen vid anskaffning av krigsmateriel i Sverige och utomlands, varefter han gjorde trupptjänst i luftvärnet 1950–1952, befordrades till major i Fälttygkåren 1952, tjänstgjorde i Chefsexpeditionen i Arméförvaltningen 1952–1954 och studerade vid Försvarshögskolan 1953.
Åren 1954–1968 tjänstgjorde Holmström vid Armétygförvaltningen (1964 namnändrad till Arméförvaltningen): i Centralplaneringen 1954–1955, som chef för Provskjutningscentralen 1955–1957, som chef för Materielinspektionen 1957–1958, åter som chef för Provskjutningscentralen (som nu sorterade under Vapenavdelningen) 1958–1961 och som chef för Driftbyrån i Verkstadsavdelningen 1961–1968. Han befordrades till överstelöjtnant 1957, varefter han utnämndes till armédirektör av första graden (med överstes tjänsteklass) i Tygtekniska kåren 1962 och till överingenjör 1964. Åren 1968–1976 var han överingenjör och chef för Driftbyrån i Underhållsavdelningen i Armématerielförvaltningen (från 1972 Huvudavdelningen för armémateriel) vid Försvarets materielverk. Holmström inträdde som överste i reserven 1970.
Gösta Holmström är begravd på Norra begravningsplatsen utanför Stockholm.

### Utmärkelser
- Riddare av första klass av Svärdsorden, 1954.[20]
- Riddare av Nordstjärneorden, 1969.[21]